# Јан ван Скорел
Јан ван Скорел (Схорл, Берген код Алкмара 1. август 1495 — Утрехт 6. децембар 1562) био је холандски цртач, сликар и архитекта Северне Ренесансе. Значајни представник романизма у култури Северне Европе.
Имао је водећу улогу у увођењу аспеката италијанског ренесансног сликарства у холандско и фламанско ренесансно сликарство. Био је један од раних сликара романистичког стила који је провео низ година у Италији, где је темељно усвајао италијански стил сликарства. Његов боравак у Италији трајао је од 1518. до 1524. године, а посетио је и Нирнберг, Венецију и Јерусалим. Венецијанска уметност је имала значајан утицај на развој његовог стила.
Од већине романиста се разликовао по томе што је био родом из северне Холандије, а не из Фландрије и што је већи део свог живота остао у северној Холандији. Стално се настанио у Утрехту 1530. године и основао велику радионицу по италијанском узору. Радионица је углавном производила олтарске слике, од којих су многе уништене у годинама непосредно након његове смрти. Иако је обављао свештеничке функције, то га није спречило да има дугогодишњу везу са љубавницом која је можда била модел за неке његове женске фигуре.

## Биографија
Јан ван Скорел је рођен у граду званом Схорл или Скорел, у близини Бергена, у северозападној Холандији, одакле потиче и његов надимак. О његовом животу се зна много, делом захваљујући историографу Карелу ван Мандеру. Јан ван Скорел је био ванбрачни син сеоског пастира. Похађао је латинску школу у Алкмару, а затим је учио сликарство код Корнелиса Вилемса у Харлему. Од 1512. био је помоћник Јакоба Корнелиса у Амстердаму, након чега је, вероватно, неко време, од 1516. године, радио за сликара Јана Госарта у Утрехту.
У почетку се припремао за каријеру свештеника, захваљујући чему је стекао опсежно образовање. Јан ван Скорел је 1518. кренуо на дуго путовање које га је водило кроз Немачку. У Нирнбергу је упознао Албрехта Дирера, који је имао велики утицај на њега. Овај утицај је видљив у првом сачуваном великом делу Јана ван Скорела, триптих Обервелах из 1519. (Обервелах, Аустрија, црква Светог Мартина), насталом током његових путовања по Аустрији. Јан ван Скорел је затим путовао морем преко Венеције до Свете земље (Палестине), где је посетио Витлејем и Јерусалим. Вративши се у Италију, поново је остао у Венецији, где је учио сликарство под утицајем Ђорђонеа.
Ван Скорел је био веома образован човек и поред тога што је био вешт уметник био је успешан инжењер и архитекта. Говорио више језика, што сведоче и његова многобројна путовања.
Вративши се у Рим 1521. године, Јан је добио понуду од папе Адријана VI да постане дворски уметник Ватикана, заменивши Рафаела на овом месту. Јан ван Скорел је живео у папским одајама и имао је прилику да дубље проучава дела античке скулптуре и италијанске ренесансе, посебно Рафаела и Микеланђела. Сматра се да је Скорелов разлог напуштања Италије била управо смрт папе. Претпоставља се да је Скорел са собом у повео студента Антониса Мора, који ће постати познати уметник портрета. Исте године вратио се у Утрехт, где је и рукоположен за свештеника. Скорел је, међутим, наставио да слика и води велику уметничку радионицу и био је успешан учитељ. Јан ван Скорел се придружио Харлемском Јерусалимском братству, за које је направио серију групних портрета, једног од првих групних портрета у холандском сликарству.
Вративши се у Утрехт 1528. и отворио велику радионицу. Постављен је за каноника цркве Свете Марије у Утрехту, чиме је заузео важан црквени положај. Оженио се Агатом ван Шунховен; пар је имао четири сина и две ћерке.
Почасна задужења су укључивала званични долазак цара Карла V у Утрехт 1540. и Филипа II 1549. године. Њему је 1550. године, заједно са Ланселотом Блонделом, поверена делимична рестаурација „Гентског олтара“ браће ван Ајк.
После његове смрти, у Цркви Свете Марије саграђен је маузолеј у част уметника, који је украшен његовим портретом. Такав споменик уметнику био је јединствен у то време у северној Холандији и сведочи о цени коју је Скорел уживао током свог живота.

## Стваралаштво
Поред сликарства, Скорел је писао поезију, био је музичар и археолог аматер, архитекта и инжењер - свеобухватно надарен „ренесансни човек“.
По повратку из Италије у Утрехт, Јан ван Скорел је оставио утисак својом уметношћу, инспирисаном италијанским класицима. Себе сматрао слободним интелектуалцем, равним песницима и научницима. Као каноник кретао се у високим круговима и имао контакте са разним истакнутим људима свог времена. Рани радови Јана ван Скорела били су под јаким утицајем његових учитеља и Албрехта Дирера. Јан ван Скорел је у Утрехту почео да добија уносне наруџбе, укључујући Домдекена Хермана ван Локхорста, представника племићке породице, ректора катедрале у Утрехту. За њега је Јан ван Скорел 1526-1527 написао такозвани „Лохорст триптих“, који је први пут постављен у Домолској цркви, која се сада налази у Централном музеју у Утрехту. 
Скорелов портрет се одликује строгошћу и прецизношћу детаља својственом националној холандској школи и у складу је са уметношћу његових великих претходника, као што је Јан ван Ајк. Међу иновацијама Скореловог сликарства након посете Италији спадају слобода у приказивању пејзажних мотива, присуство детаља античке архитектуре и извесна театралност у позицији портретисаних. Његово стваралаштво имало је велики утицај на холандске уметнике прве половине 16. века: Лукас ван Лејден и друге.
Међу његовим познатим дела су: „Триптих са Светом породицом” (Сипеналтар, 1520, црква Светог Мартина, Обервела у јужној Аустрији), портрет Агате ван Шунховен (1529, Галерија Дорија Памфили, Рим). Многе од његових олтарских слика су уништене, али највећа збирка сачуваних дела се налази у Централном музеју у Утрехту.

### Утицај
Имао је значајне кнтакте и сарадње са својим савременицима, неки од оних које је можда упознао, подучавао или са њима сарађивао су Корнелис Вилемс (1481–1552), Аертген ван Лејден, Пиетер Геритсз, Јакоб Корнелисз, Јан Госарт, Антонис Мор, Ламберт Сустрис и други.
Био је и учитељ сликара Мишела Коксија кога је 1532. повео са собом у Италију на седам година. Кокси и ван Скорел су се вратили у Меклан 1539. и донели са собом утицај Микеланђела, Рафаела и Леонарда. Кокси је посебно био познат као колориста и млади Рубенс је проучавао његова дела.

### Јавне колекције
- Централни музеј, Утрехт
- Музеј Боијманс Ван Беунинген, Ротердам[10]
- Рајксмузеум Амстердам[11]

## Галерија
- Пилгрим
- Портрет тридесетдвогодишњег мушкарца
- Портрет мушкарца
- Увођење Исуса у Храм
- Портрет
- Мадона са дететом
- Богородица са дивљим ружама